# Památník obětem kadaňského incidentu
Památník v Kadani (německy Gedenkstätte Kadaň) je pamětní místo v Kadani. Památník byl zřízen k uctění památky 25 sudetoněmeckých občanů Kadaně, kteří byli zastřeleni při demonstraci 4. března 1919, kde deklarovali příslušnost k provincii Deutschböhmen republiky Německé Rakousko (tzv. Kadaňský masakr), občanů vyhnaných z Kadaňska po druhé světové válce a též k připomínce Němců zavražděných v roce 1945.